# Heleen Levano
Heleen Levano-Wiedemeijer (Utrecht, 5 december 1941) is een Nederlandse beeldhouwer en medailleur.

## Leven en werk
Levano volgde een opleiding aan de Academie van Beeldende Kunsten en Technische Wetenschappen in Rotterdam. Zij studeerde vervolgens aan het Instituut voor kunstnijverheid en bij de hoogleraren Piet Esser en Paul Grégoire aan de Rijksakademie van beeldende kunsten in Amsterdam.
Zij werkt voornamelijk in brons en naast beelden maakt Levano eveneens penningen. De kunstenares woont in Broek in Waterland, waar zij en Eric Claus een atelier hebben in een voormalige school.

## Werken (selectie)
- Hel en vuur, zigeunermonument (1978) op het Museumplein in Amsterdam
- Borstbeeld koningin Beatrix (1988) in Genemuiden
- De gevleugelde stier (1989) in Oudleusen
- Vier sculpturen (1989) bij het voormalige raadhuis van Diepenveen
- De roos van Lutten (1991) in Lutten
- Monument Shon A. Eman (1996), samen met Eric Claus op Aruba
- De bloemenkoopman, Willibrordusweg in Heiloo

## Fotogalerij

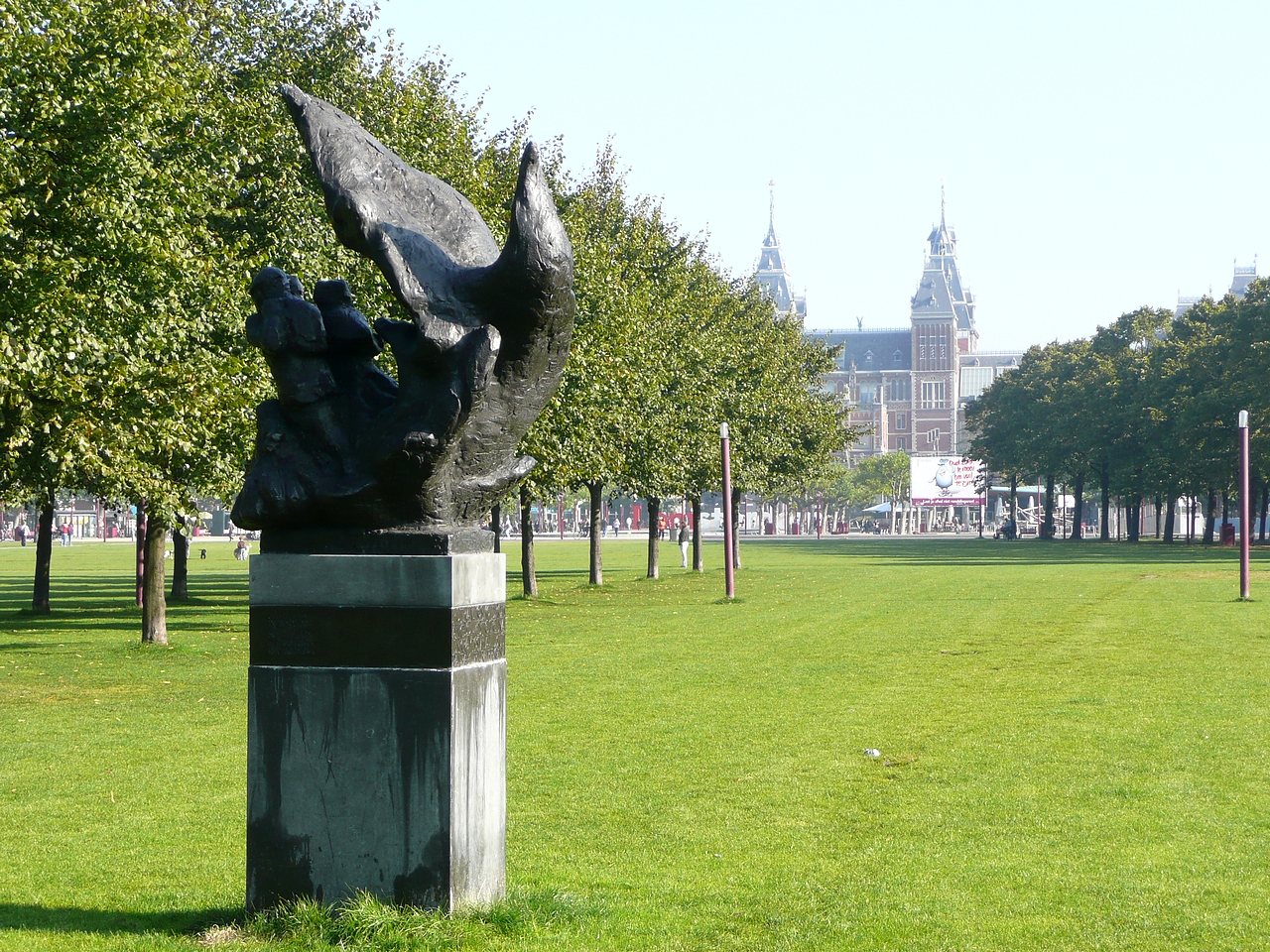
Zigeunermonument Museumplein, Amsterdam
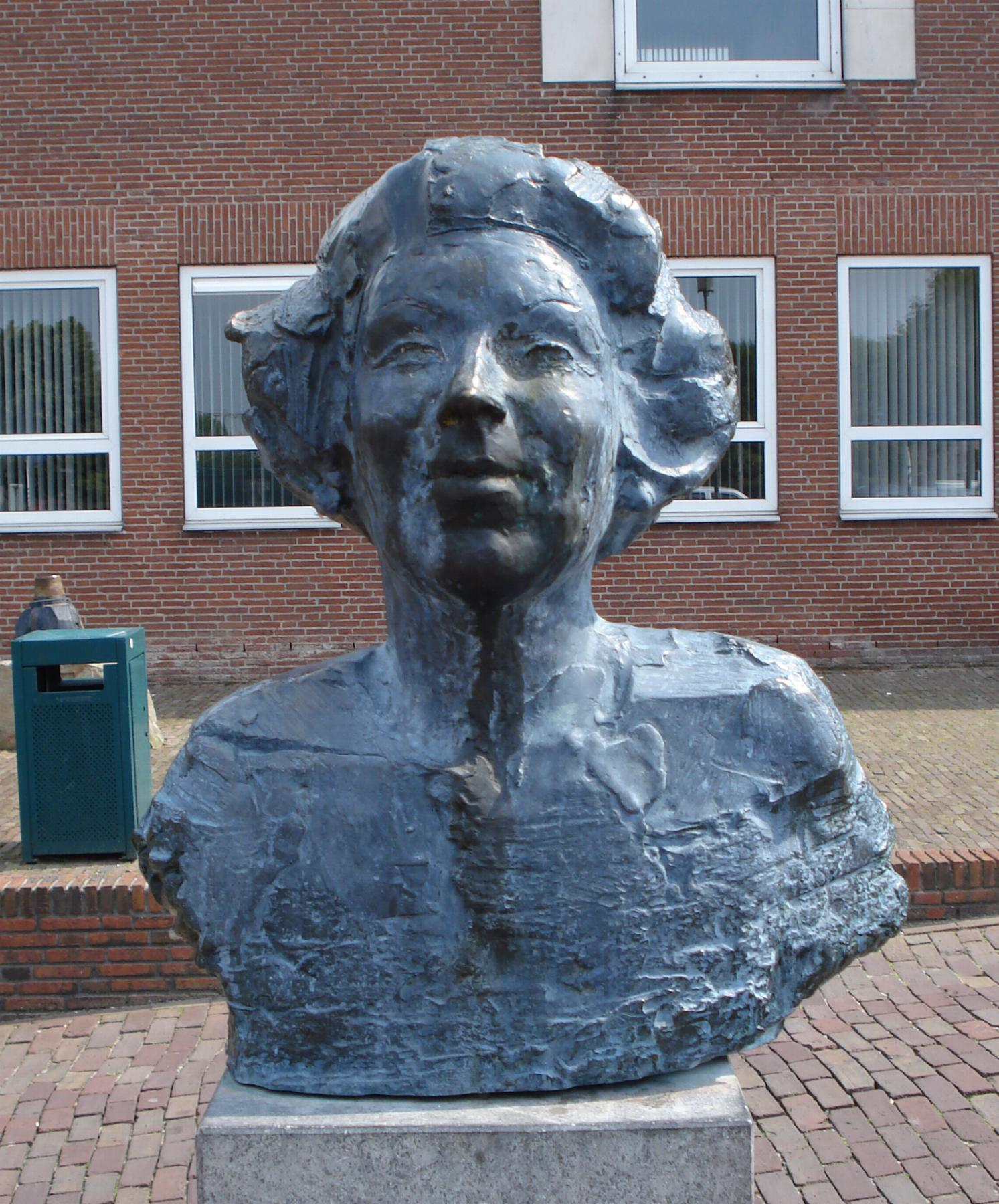
Borstbeeld koningin Beatrix, Genemuiden
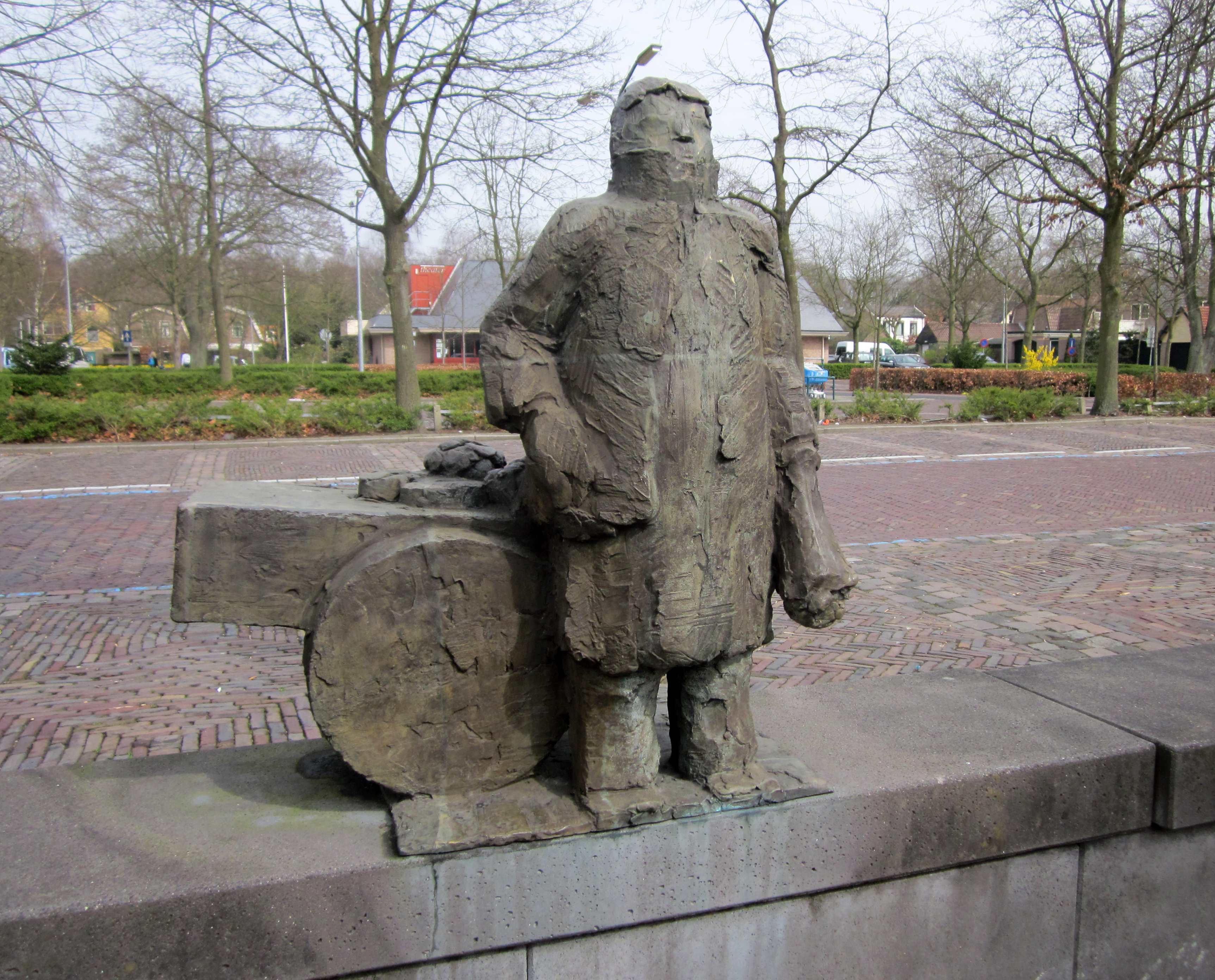
De bloemenkoopman, Heiloo
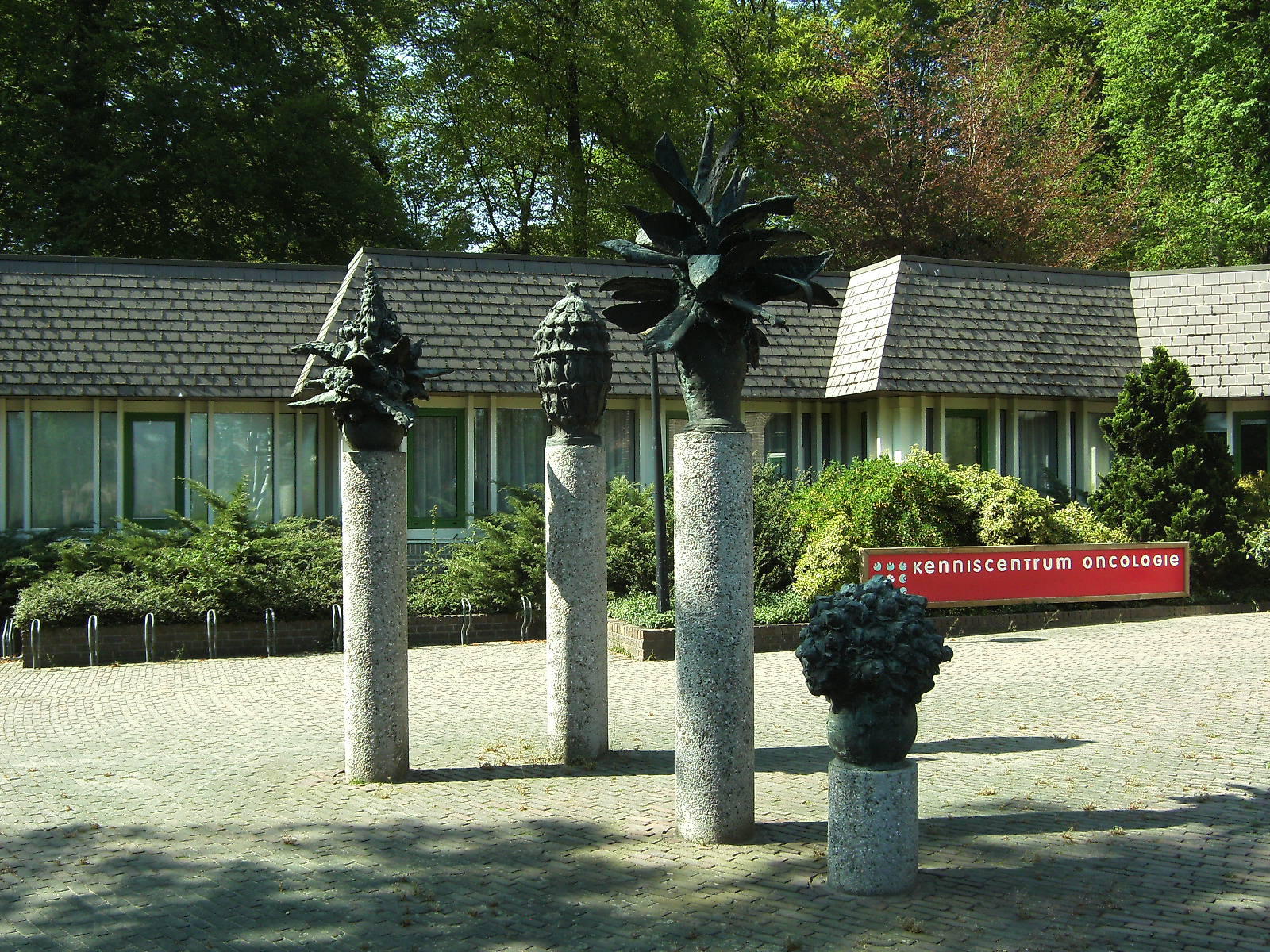
Vier sculpturen, Diepenveen